# Charmaine Cree
Charmaine Cree (nacida en 1952),[1] es una atleta australiana que ganó cinco medallas en los Juegos Paralímpicos de Arnhem 1980.

## Vida personal
En 1976, cuando tenía 24 años, a Cree le amputaron la pierna izquierda por debajo de la rodilla debido a un cáncer de huesos. Tiene dos hijos, que en 1979 tenían siete y nueve años. La apodaron «La única madre biónica de Sídney»; también entrenaron en atletismo con ella.

## Carrera deportiva
Un año después de su operación, Cree ganó cinco medallas en la competición de Nueva Gales del Sur de la Asociación Deportiva Australiana de Amputados.  A continuación, ganó dos medallas de oro en los Juegos FESPIC de 1977, y ganó seis medallas de oro en los campeonatos de Queensland de la Asociación Deportiva Australiana de Amputados en 1979. En los Juegos Paralímpicos de Arnhem 1980, ganó una medalla de oro en el salto de altura C, una medalla de plata en el salto de longitud C, y tres medallas de bronce en los 100 m C, lanzamiento de disco C y lanzamiento de jabalina C.

## Reconocimiento
En 1980, Cree fue nombrada Deportista del Año de Nueva Gales del Sur. Recibió una Medalla Deportiva Australiana en 2000.